# USS Porpoise (SS-172)
USS Porpoise (SS–172) là chiếc dẫn đầu của một lớp tàu ngầm mang tên nó được Hải quân Hoa Kỳ chế tạo vào giữa thập niên 1930. Nó là chiếc tàu chiến thứ năm của Hải quân Hoa Kỳ được đặt cái tên này, theo tên loài cá heo chuột. Nó đã phục vụ trong giai đoạn đầu của Chiến tranh Thế giới thứ hai, thực hiện tổng cộng sáu chuyến tuần tra và đánh chìm được ba tàu Nhật Bản với tổng tải trọng 9.741 tấn. Đến năm 1943, nó được rút về để làm nhiệm vụ huấn luyện cho đến khi chiến tranh chấm dứt. Con tàu ngừng hoạt động vào năm 1945 và cuối cùng bị bán để tháo dỡ vào năm 1957. Porpoise được tặng thưởng năm Ngôi sao Chiến trận do thành tích phục vụ trong Thế Chiến II.

## Thiết kế và chế tạo
Lớp tàu ngầm Porpoise Kiểu P-1 do Xưởng hải quân Portsmouth phát triển có cấu trúc vỏ kép toàn bộ, về thực chất là một phiên bản mở rộng của lớp Cachalot dẫn trước. Chúng là những tàu ngầm Hoa Kỳ sau cùng còn sử dụng kết cấu bằng đinh tán cho một phần con tàu; mọi lớp tàu ngầm sau này sẽ áp dụng kỹ thuật hàn cho toàn bộ cấu trúc con tàu.
Porpoise dài khoảng 301 foot (92 m) và trọng lượng choán nước khi lặn 1.934 tấn Anh (1.965 t), với một cấu trúc thượng tầng tháp chỉ huy lớn và cồng kềnh. Tốc độ tối đa chỉ đạt khoảng 18 hải lý trên giờ (33 km/h) để duy trì độ bền cho động cơ, nhưng một cải tiến nhằm chứa dầu FO trong các thùng dằn chính đã giúp tăng gần gấp đôi tầm xa hoạt động, giúp nó có thể hoạt động tuần tra đến tận các đảo chính quốc Nhật Bản. Động cơ diesel Winton Kiểu 16-201A hai thì 16-xy lanh gặp phải nhiều trục trặc trong vận hành, nên sau này được thay thế bằng động cơ General Motors Kiểu 12-278A.
Vũ khí trang bị chính ban đầu chỉ có sáu ống phóng ngư lôi 21 in (530 mm), gồm bốn ống trước mũi và hai ống phía đuôi, cùng một hải pháo 3 inch/50 caliber trên boong tàu và hai súng máy M1919 Browning .30-caliber (7,62 mm). Trong chiến tranh Porpoise được tăng cường thêm hai ống phóng ngư lôi trước mũi và nâng cấp lên súng máy M2 Browning .50-caliber (12,7 mm).
Porpoise được đặt lườn tại Xưởng hải quân Portsmouth ở Kittery, Maine vào ngày 27 tháng 10, 1933. Nó được hạ thủy vào ngày 20 tháng 6, 1935, được đỡ đầu bởi cô Eva Croft, và được cho nhập biên chế cùng Hải quân Hoa Kỳ vào ngày 15 tháng 8, 1935 dưới quyền chỉ huy của Hạm trưởng, Thiếu tá Hải quân Stuart S. Murray.

## Lịch sử hoạt động

### 1936 - 1941
Sau khi hoàn tất việc chạy thử máy huấn luyện tại các vùng biển ngoài khơi New Engand, Porpoise băng qua kênh đào Panama để gia nhập Hạm đội Thái Bình Dương tại San Diego, California vào ngày 1 tháng 9, 1936. Sau khi thực hành tác xạ và phóng ngư lôi tại vùng bờ Tây, nó đã tham gia cuộc tập trận Vấn đề Hạm đội XVIII tại khu vực quần đảo Hawaii vào tháng 4 và tháng 5, 1937. Sau khi trải qua đợt đại tu tại Xưởng hải quân Mare Island ở Vallejo, California, nó đi đến Trân Châu Cảng vào tháng 1, 1938 để thực hành cơ động hạm đội, rồi lên đường đi Manila, Philippines vào ngày 19 tháng 11, 1939 để gia nhập Hạm đội Á Châu. Từ tháng 12, 1939 đến tháng 12, 1941, nó tham gia nhiều đợt thực hành và tập trận cùng Lực lượng Tàu ngầm, Hạm đội Á Châu.

### Thế Chiến II

#### Chuyến tuần tra thứ nhất
Khi Hải quân Đế quốc Nhật Bản bất ngờ tấn công căn cứ Trân Châu Cảng vào ngày 7 tháng 12, 1941 khiến chiến tranh bùng nổ tại Mặt trận Thái Bình Dương, Porpoise đang được đại tu tại Olongapo, Philippines. Nó nhanh chóng hoàn tất việc sửa chữa và đi đến Manila vào ngày 20 tháng 12, rồi lên đường hai ngày sau đó cho chuyến tuần tra đầu tiên từ ngày 22 tháng 12 đến ngày 31 tháng 1, 1942. Nó đã hoạt động tại các khu vực vịnh Lingayen và biển Đông ngoài khơi Đông Dương thuộc Pháp, rồi khi rút lui ngang qua Balikpapan, Borneo, nó đã tấn công hai tàu vận tải mà không rõ kết quả trước khi đi đến Surabaya, Java.

#### Chuyến tuần tra thứ hai và thứ ba
Trong chuyến tuần tra thứ hai từ ngày 9 tháng 2 đến ngày 30 tháng 3, 1942 tại vùng biển Đông Ấn thuộc Hà Lan, Porpoise đã phóng ngư lôi tấn công và đánh trúng một tàu chở hàng trước khi quay trở về căn cứ tại Fremantle, Australia. Trong chuyến tuần tra tiếp theo từ ngày 26 tháng 4 đến ngày 17 tháng 6, nó quay trở lại vùng biển Đông Ấn, tấn công một tàu buôn không có kết quả, và cứu vớt năm thành viên một đội bay khỏi một hòn đảo do đối phương kiểm soát. Nó kết thúc chuyến tuần tra khi quay trở về căn cứ Trân Châu Cảng, rồi tiếp tục quay trở về vùng bờ Tây để được đại tu tại Xưởng hải quân Mare Island.

#### Chuyến tuần tra thứ tư và thứ năm
Khởi hành từ Trân Châu Cảng vào ngày 30 tháng 11, 1942 cho chuyến tuần tra thứ tư ngoài khơi bờ biển đảo Honshū, Nhật Bản, Porpoise đã phóng ngư lôi đánh chìm tàu buôn Renzan Maru (4.999 tấn) vào ngày 1 tháng 1, 1943, rồi kết thúc chuyến tuần tra khi quay về Midway vào ngày 15 tháng 1. Trong chuyến tuần tra tiếp theo từ ngày 6 tháng 2 đến ngày 15 tháng 4 ngoài khơi đảo Jaluit, nó tiếp tục đánh chìm tàu chở hàng Koa Maru (2.024 tấn) vào ngày 4 tháng 4. Con tàu rút lui về căn cứ Trân Châu Cảng để được tái trang bị.

#### Chuyến tuần tra thứ sáu
Trong chuyến tuần tra thứ sáu từ ngày 20 tháng 6 đến ngày 28 tháng 7, Porpoise đã tiến hành trinh sát đảo Taroa và khu vực quần đảo Marshall. Nó phóng ngư lôi đánh trúng hai tàu chở hàng, rồi đánh chìm tàu chở hành khách Mikage Maru số 20 (2.718 tấn) vào ngày 19 tháng 7, trước khi kết thúc chuyến tuần tra và quay trở về Trân Châu Cảng.

#### 1943 - 1945
Do thùng chứa nhiên liệu thường xuyên bị rò rỉ, Porpoise được rút về để đảm nhiệm vai trò huấn luyện tại Căn cứ Tàu ngầm Hải quân New London tại New London, Connecticut từ tháng 9, 1943. Ngoại trừ một giai đoạn đại tu tại Xưởng hải quân Philadelphia vào tháng 5 và tháng 6, 1944, nó đảm trách vai trò này cho đến khi chiến tranh chấm dứt. Nó được cho xuất biên chế tại Boston vào ngày 15 tháng 11, 1945, và được đưa về Hạm đội Dự bị Đại Tây Dương cho đến ngày 8 tháng 5, 1947.

### 1947 - 1956
Porpoise được huy động để phục vụ ngoài biên chế trong vai trò tàu huấn luyện dự bị cho Quân khu Hải quân 8 tại khu vực Houston, Texas trong suốt chín năm tiếp theo. Tên nó được cho rút khỏi danh sách Đăng bạ Hải quân vào ngày 13 tháng 8, 1956, và con tàu bị bán cho hãng Southern Scrap Material Co., Ltd. tại New Orleans để tháo dỡ vào ngày 14 tháng 5, 1957.

## Phần thưởng
Porpoise được tặng thưởng năm Ngôi sao Chiến trận do thành tích phục vụ trong Thế Chiến II. Nó được ghi công đã đánh chìm ba tàu Nhật Bản với tổng tải trọng 9.741 tấn.
|  |             |  |
|  | Silver star |  |

| Dãi băng Hoạt động Tác chiến  |                                                                         |                                      |
| Huân chương Chiến dịch Hoa Kỳ | Huân chương Chiến dịch Châu Á-Thái Bình Dương với 5 Ngôi sao Chiến trận | Huân chương Chiến thắng Thế Chiến II |